# 蒂姆·梅利尔
蒂姆·梅利尔（英语:Tim Merlier）是比利时职业公路自行车运动员，1992年出生于比利时赫拉尔兹贝亨，现效力于苏达尔-快步车队（Soudal-QuickStep）。他以其出色的冲刺能力和精准的时机把握闻名，是当今自行车坛顶尖的冲刺手之一。他以山地自行车和公路越野赛起家，2019年转型公路车赛场后迅速崭露头角。他先后效力于欧倍青车队（Alpecin-Fenix）（2021-2023年）和快步车队（2024年至今），主攻平路冲刺赛段，尤其擅长在大集团冲刺中凭借爆发力与卡位技巧取胜

## 主要战绩
- 2021年环意赛第2站首秀夺冠，爆冷击败尼佐洛（Giacomo Nizzolo）、维维亚尼（Elia Viviani）等名将，穿上紫衫。[2]
- 2024年环意赛第18站再胜，击败冲刺积分王米兰（Jonathan Milan），成为45年来首位单届环意两胜的比利时冲刺手。[3]
- 2025年环法赛第3站夺冠，该赛段因竞争对手菲利普森（Jasper Philipsen）摔车退赛，梅利尔把握机会强势冲刺取胜[4]，在第九站，蒂姆·梅利尔抓住机会发力，再次获得阶段冠军。